# Косконія Галіта
Кόсконія Ле́нтулія Малугіне́н Галіта (лат. Cosconia Lentuli Maligunensis Gallita; бл. 10 до н. е. — після 16 н. е.) — давньоримська матрона часів ранньої Римської імперії. Мачуха Луція Елія Сеяна.

## Життєпис
Походила з роду Корнеліїв Лентулів. Донька Сервія Корнелія Лентула, консула-суффекта 10 року, та Косконії. У 15—16 роках н. е. була дружиною Луція Сея Страбона, префекта Єгипту. За власний рахунок побудувала громадські лазні у м. Вольсинії (сучасне Орв'єто в Італії).